# Le Meunier d'Angibault
Le Meunier d'Angibault est un roman de George Sand, publié en 1845 chez Desessart (3 vol. in-8°) à Paris. Une partie de l'action se déroule au moulin d'Angibault, sur la commune de Montipouret, et au château de Sarzay.

## Résumé
Marcelle de Blanchemont, veuve d'un baron qui ne lui a laissé que des dettes, pense pouvoir épouser un ouvrier socialiste, nommé Henri Lémor, malgré les préjugés de classe de ce dernier. Mais Henri s'enfuit et se cache au moulin d'Angibault. Marcelle considère ce départ comme un manque d'amour. Dans le voisinage du château de Blanchemont vit un riche paysan, Bricolin, un être cupide qui empêche ses filles de se marier selon leur cœur. En lui interdisant d'épouser un jeune homme qu'il ne trouvait pas assez riche, il a rendu l’aînée, Louise, folle de chagrin. La cadette, Rose, est amoureuse de Grand-Louis, un meunier pauvre d'Angibault et souffre en silence. S'étant prise d'affection pour le couple, la baronne de Blanchemont, vient à son aide. Marcelle fait un marché avec le Bricolin : elle lui cédera son château s'il consent au mariage de Rose et du meunier. Par bonheur, Grand-Louis entre en possession d'une petite fortune qui permet de mettre tout le monde d'accord. Le meunier épouse Rose et Marcelle, Lémor. Ils travailleront tous ensemble, en harmonie.

## Histoire éditoriale
Le Meunier d'Angibault paraît en 1845 à Paris chez Desessarts sous la forme de 3 volumes in-octo. Le dernier des trois volumes contient aussi la longue nouvelle Kourroglou, sous-titrée Épopée persane, à partir de la page 137.